# Villa Meroni
Villa Meroni si trova a Porana, frazione di Pizzale, in pianura Padana nella zona dell'Oltrepò Pavese in provincia di Pavia.

## Storia
La villa venne progettata e edificata, tra il 1850 e il 1860, da Severino Grattoni per farne la sua residenza. Venne costruita sul sito di un preesistente edificio del XVIII secolo, anche la vicina chiesa di San Crispino venne riedificata su suo progetto sulle basi di una preesistente struttura di cui non si hanno notizie e di cui rimane solo il pavimento in mosaico.
Vi soggiornò nel 1883 Umberto I di ritorno dalle grandi manovre militari, che si svolsero in Oltrepò pavese, accompagnato dal suo aiutante di campo generale Ferrero.
Venne acquistata nel 1901 dalla famiglia Meroni che ne è l'attuale proprietaria.

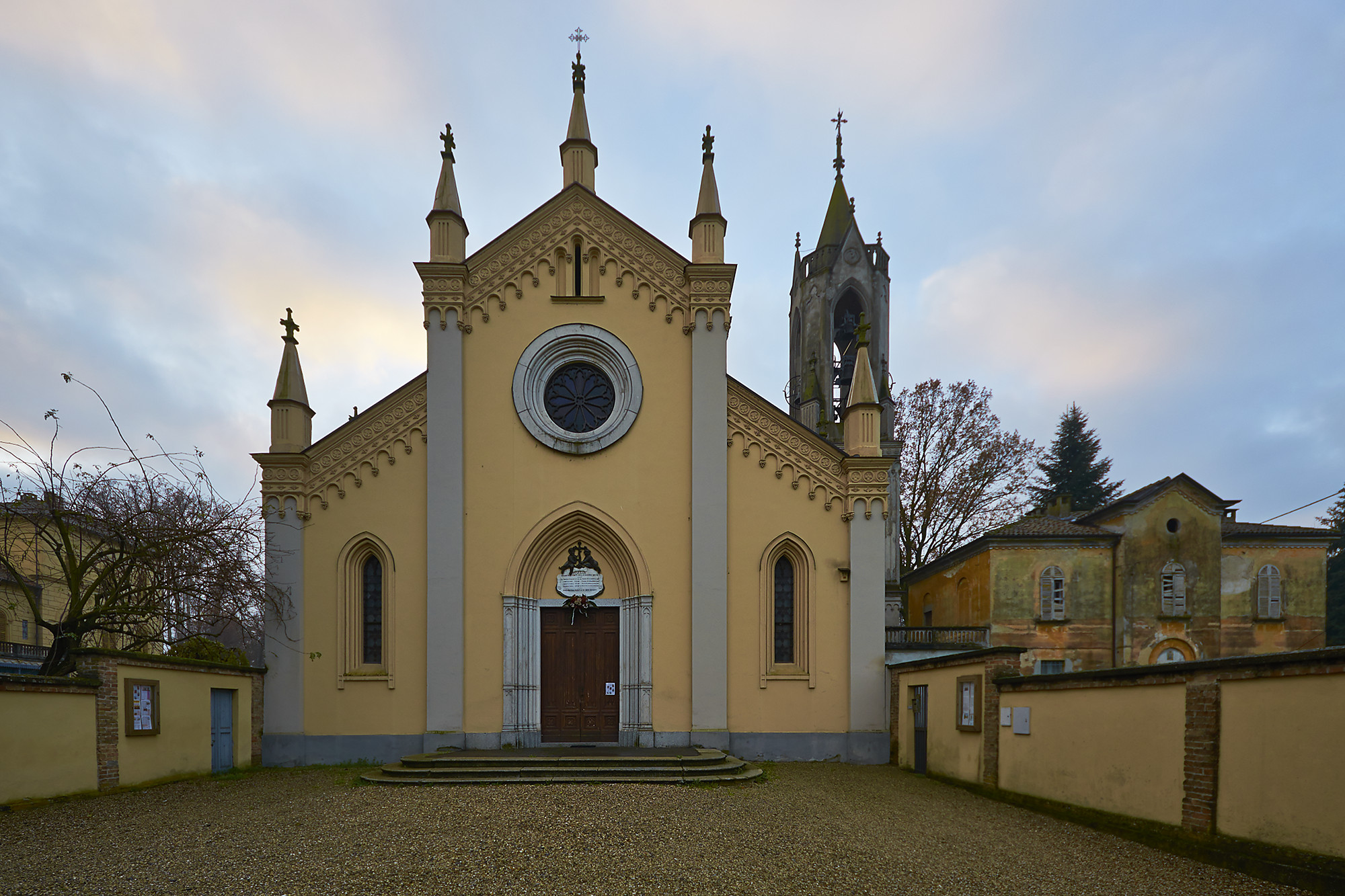
La chiesa di San Crispino

## Struttura
L'edificio ha una pianta molto articolata, approssimativamente a ferro di cavallo, con molti sporti. Racchiude un cortile aperto, con al centro una grande magnolia, che si affaccia su un ulteriore cortile chiuso da una cancellata in ferro battuto che lo separa dalla strada.
Progettata in stile neogotico, su due e tre piani, ha grandi finestre e portefinestre a tutto sesto e saloni riccamente decorati. Una altana coperta svetta sul lato meridionale.
Circondata da un ampio parco con alberi secolari possiede un giardino all'italiana posto tra la villa e la chiesa.

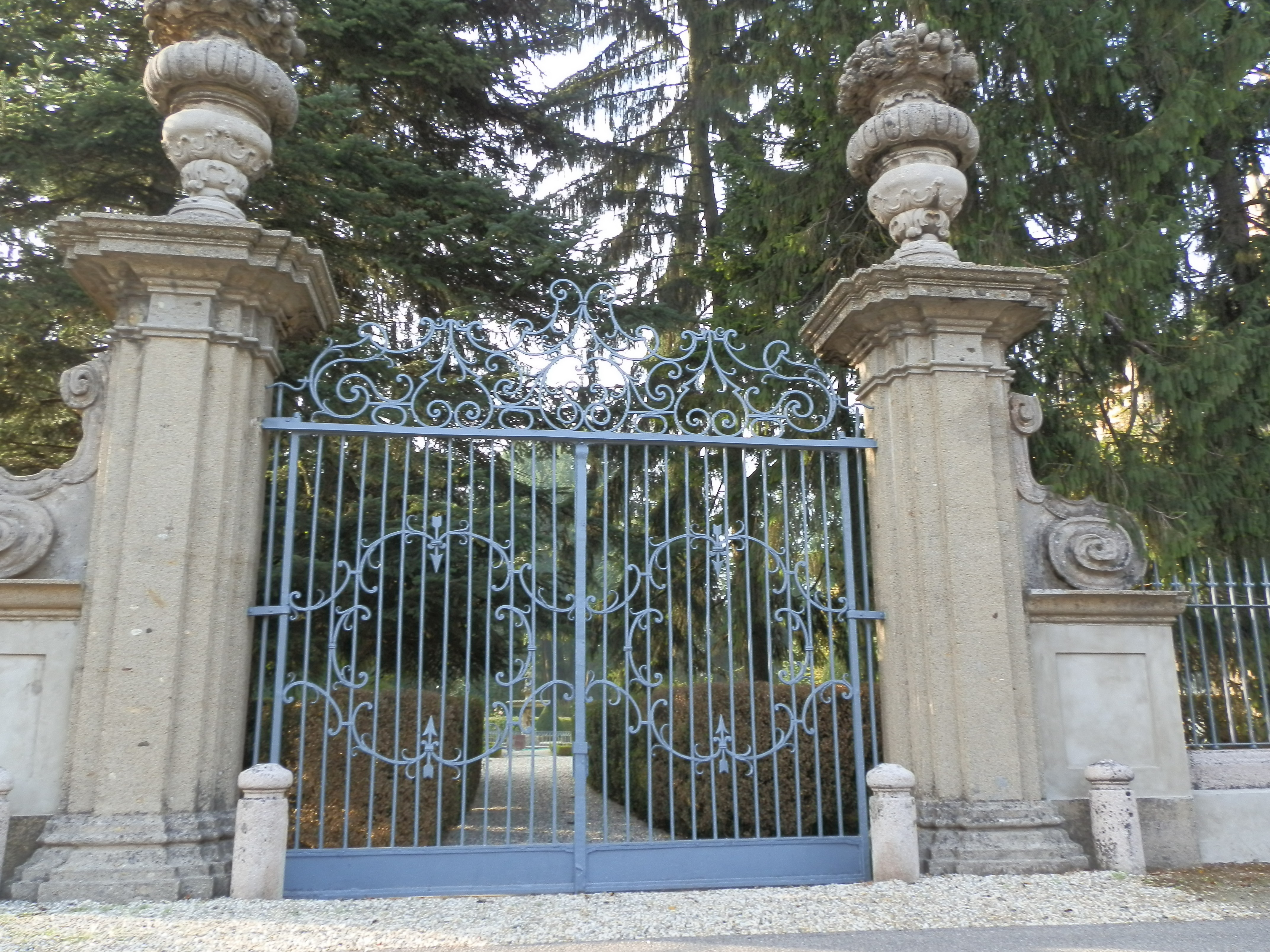
Il cancello d'ingresso